# Io vivo altrove!
Io vivo altrove! è un film del 2023 diretto e interpretato da Giuseppe Battiston, qui al suo esordio come regista.

## Trama
Un bibliotecario, Fausto Biasutti, riceve in eredità dalla nonna una vecchia casa nell’immaginario paesino di Valvana in Friuli. Decide di cambiare vita, abbandona il proprio impiego di bibliotecario e, assieme a Fausto Perbellini, conosciuto per caso poco tempo prima, durante una gita di fotoamatori, un tecnico del gas che vive ancora con la madre, fotoamatore ed esperto -a suo dire- di elettronica, che ha convinto a seguirlo nella nuova vita bucolica e autarchica, dopo aver abbandonato anche lui l'impiego, si trasferisce nella nuova dimora partendo da Roma con la malconcia Fiat Panda di quest'ultimo. Nel piccolo paese sulle colline del Friuli, in cui Biasutti aveva già vissuto da bambino, l'accoglienza non è delle migliori: si scontrano con la mentalità poco espansiva degli abitanti del paese. Soltanto il parroco, persona abbastanza eccentrica e vitale li accoglie benevolmente e cerca di avvicinarli al resto della comunità; anche una farmacista francese, da poco trasferitasi nel paese, instaura un rapporto di amicizia coi due, in particolare col Perbellini e tutto sembra prendere la piega giusta. Esauriti i soldi, la vita autarchica, fondata sul ricavare gli alimenti dalla coltivazione dei campi e l'elettricità da improbabili pannelli solari costruiti dall'amico elettrotecnico, porterà i due a sorprese non piacevoli...